# ニベート・シリウォン
ニベート・シリウォン（タイ語: นิเวศ ศิริวงศ์、1977年7月18日 - ）は、タイ王国の元サッカー選手。元タイ王国代表。現役時代のポジションはDF。
長距離のフリーキックで知られている選手である。

## クラブ歴
1996年にシンタールアFCで選手となった。2000年にシンガポール・Sリーグのゴンバク・ユナイテッドFCに加入し、センバワン・レンジャーズFCを経てベトナムに移籍した。その後はタイに復帰し国内のクラブを転々としている。

## 代表歴
1995年から2012年にかけてタイ王国代表として出場した。
東南アジアサッカー選手権に4回出場した他、AFCアジアカップにも3回出場し、2008年のVFFカップでは主将を務めた。

## 個人成績
代表での得点一覧
| #  | 日附           | 場所                                 | 対戦相手   | 得点 | 結果 | 大会                                   |
| -- | -------------- | ------------------------------------ | ---------- | ---- | ---- | -------------------------------------- |
| 1. | 2001年5月28日  | バンコク・スパチャラサイ国立競技場   | パキスタン | 5-0  | 6-0  | 2002 FIFAワールドカップ・アジア1次予選 |
| 2. | 2004年11月17日 | バンコク・ラジャマンガラ・スタジアム | イエメン   | 1-1  | 1-1  | 2006 FIFAワールドカップ・アジア2次予選 |

## タイトル

### クラブ
シンタールアFC
- タイ・プレミアリーグ: 1998
- タイFAカップ: 1997
- コー・ロイヤルカップ: 1997, 1998

### 代表
- 東南アジアサッカー選手権: 2000
- VFFカップ: 2008